# Gospodarka wodna roślin

Woda jest pobierana przez włośniki korzeniowe (1) transportowana do organów nadziemnych przez ksylem (2) i tracona w wyniku transpiracji (3)

Gospodarka wodna roślin − zespół procesów fizjologicznych, które zapewniają roślinom utrzymanie właściwej zawartości wody w tkankach. Odpowiednie uwodnienie tkanek jest konieczne w celu zapewnienia ciągłości procesów metabolicznych, transportu ksylemowego, transportu floemowego oraz związanego z utrzymaniem kształtu komórek i całej rośliny turgoru.

## Funkcje wody
Podobnie jak u innych organizmów tak i u roślin woda jest głównym składnikiem chemicznym komórek. Jej zawartość w tkankach aktywnie metabolicznych wynosi od 70% do 95% masy. Zawartość w protoplazmie to około 85–90% a w organellach takich jak chloroplasty czy mitochondria około 50%. W komórkach korzeni młodej pszenicy około 70% wody zgromadzone jest w wakuoli. Duże ilości znajdują się też w ścianie komórkowej. Najniższą zawartość wody stwierdza się w organach znajdujących się w stanie spoczynku, w którym przemiany metaboliczne są spowolnione. W nasionach o wysokiej zawartości materiałów zapasowych w postaci tłuszczów zawartość wody to zaledwie 5-7% masy.
Większość reakcji chemicznych zachodzących w komórce wymaga środowiska wodnego. Woda jest więc rozpuszczalnikiem i środowiskiem reakcji a także może często substratem, produktem albo związkiem pośrednim reakcji biochemicznych. Natywna struktura białek kwasów nukleinowych, błon lipidowych wymaga wody hydrorafinacyjnej. Bez niej dochodzi do zmian struktury i zaniku funkcji poszczególnych makrocząsteczek. Woda oddzielona od środowiska pozakomórkowego błoną komórkową, zgromadzona przede wszystkim w wakuoli odpowiada za podtrzymanie turgoru. Dzięki niej organy roślin zachowują sztywność oraz możliwy jest ich ruch, zapewniający reakcję na warunki środowiska. Ciśnienie wody wewnątrz komórek jest też czynnikiem umożliwiającym wzrost komórek. Jako rozpuszczalnik woda umożliwia transportowanie asymilatów i substancji regulatorowych we floemie oraz soli mineralnych w ksylemie. Parowanie wody z nadziemnych organów roślin pozwala regulować ich temperaturę.

## Pobieranie
Rośliny lądowe korzystają głównie z wody obecnej w glebie. Jest ona pobierana przez żywe komórki włośników korzeniowych, będących wytworem ryzodermy. Strefa włośnikowa obejmuje młoda część korzenia tuż za stożkiem wzrostu. Łączna powierzchnia chłonna tworzona przez włośniki jest kilkaset razy większa niż powierzchnia korzeni.  Niemal wszystkie korzenie roślin zielnych znajdują się w wierzchnie warstwie gleby do głębokości 40–50 cm. Głębiej mogą sięgać korzenie roślin drzewiastych. Pobrana przez włośniki woda jest przemieszczana na zasadzie osmozy przez komórki kory pierwotnej, endodermy i perycykl do ksylemu. Do organów nadziemnych dociera w wyniku transportu elementami drewna. Nadziemna cześć rośliny jest zdolna do pobierania wody z opadów atmosferycznych jedynie w ograniczonym stopniu. Barierą jest tu nieprzepuszczalna dla wody kutykula. Pobieranie wody w pędzie jest możliwe dzięki struktury nazywane hydatodami lub szparkami wodnymi. Są to miejsca w epidermie liści przepuszczalne dla wody.

## Transpiracja

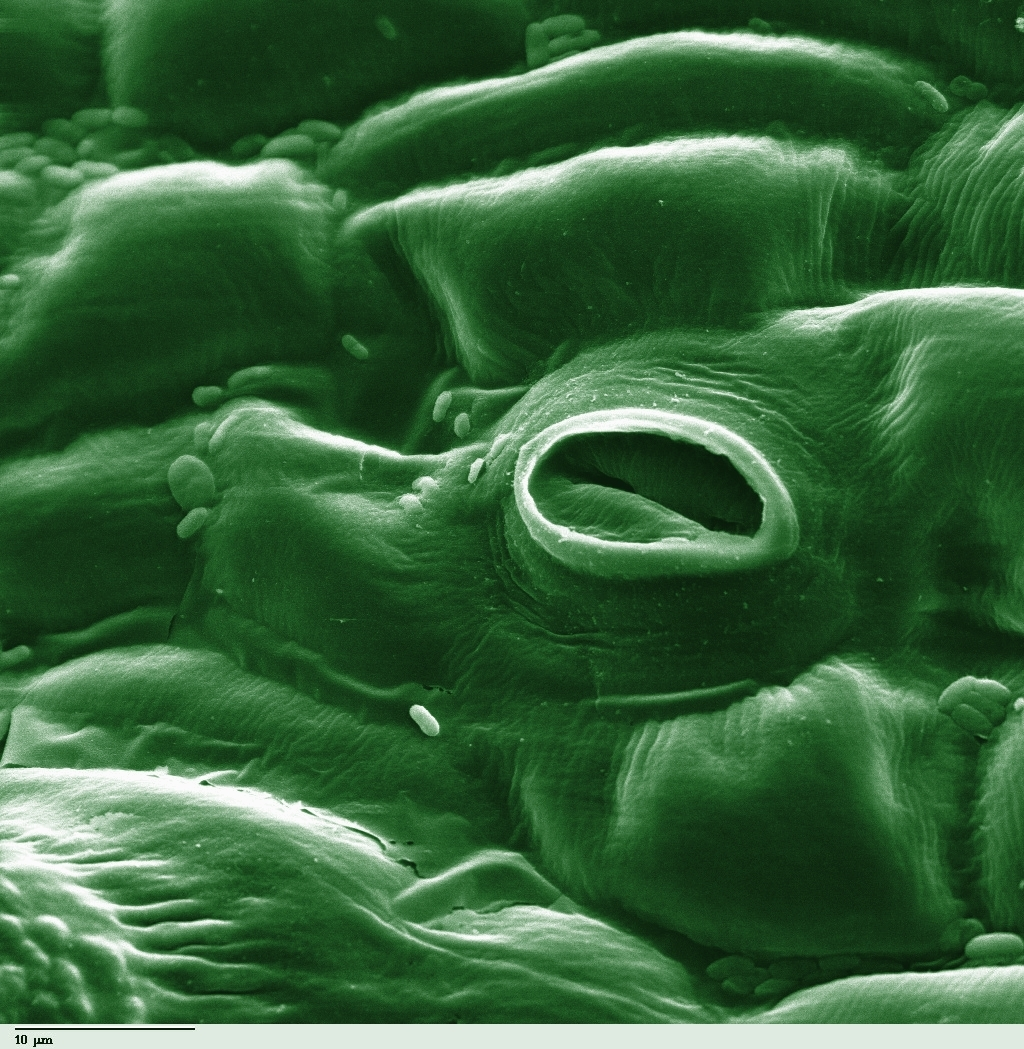
Aparat szparkowy pomidora. Transpiracja szparkowa jest odpowiedzialna za utratę około 90% wody pobranej przez roślinę

Zdecydowana większość wody pobranej przez roślinę jest tracona w procesie transpiracji. Roślina kukurydzy pobiera w ciągu życia około 200 litrów wody. Wyparowanie wody do atmosfery umożliwia zarówno transport związków w ksylemie, jak i regulację temperatury organizmu. Parowanie wody z organów nadziemnych jest ograniczone przez kutykulę. Transpiracja kutykularna stanowi mniej niż 10% wody traconej przez roślinę. Główną drogą utraty wody jest transpiracja szparkowa. W ten sposób tracone jest około 90% wody. Aparaty szparkowe zapewniają regulację uwodnienia rośliny dzięki ruchom komórek szparkowych. Zmieniająca się w zależności od dostępu wody średnica szparki umożliwia intensywne parowanie w okresie wysokiej dostępności wody i ograniczenie parowania, gdy ilość wody w roślinie spada. Zgodnie z prawem Stephana o intensywności dyfuzji jest proporcjonalna do średnicy otworów a nie do ich powierzchni. Dlatego, pomimo że otwarte szparki stanowią jedynie około 1% powierzchni liścia, umożliwiają parowanie takie samo, jakie występowałoby gdyby powierzchnia parowania wynosiła połowę powierzchni liścia. U roślin wieloletnich pewną rolę odgrywa również transpiracja perydermalna, której intensywność jest porównywalna z transpiracją kutykularną.
Na intensywność transpiracji wpływają czynniki będące właściwością rośliny oraz czynniki zewnętrzne. Jednym z nich jest stosunek powierzchni wewnętrznej liścia, będącej pochodną objętości przestworów międzykomórkowych do powierzchni zewnętrznej liścia. Stosunek ten wynosi u kserofitów od 17 do 30, u mezofitów 11-20, a u roślin cieniolubnych 6,8-10. Budowa liścia decyduje również o wpływających na intensywność transpiracji oporach dyfuzyjnych. Parametr ten jest wyrażany w s cm-1 i jest odwrotnością przewodnictwa dyfuzyjnego. Wyróżniany jest opór dyfuzyjny warstwy granicznej będący pochodną kształtu, wielkości i właściwości powierzchni liścia. U roślin oszczędnie gospodarujących wodą wynosi on około 1 s cm-1, a u roślin łatwo tracących wodę dochodzi do 3 s cm-1. Drugim parametrem charakterystycznym dla danej rośliny jest opór dyfuzyjny kutykuli, zależny od struktury, gęstości i grubości kutykuli. U roślin przystosowanych do suszy wynosi on około 400 s cm-1, zaś u higromorficznych 40-100 s cm-1. Rozwarcie aparatów szparkowych decyduje o oporze dyfuzyjnym szparek. Mieści się on między maksimum i minimum w zależności od tego, czy aparaty szparkowe są całkowicie otwarte czy zamknięte. Zewnętrzne, niezależne od gatunku czynniki wpływające na intensywność transpiracji to temperatura, wilgotność powietrza, szybkość wiatru.

## Bilans wodny
Intensywność pobierania wody i intensywność transpiracji decydują o bilansie wodnym rośliny. Parametr ten jest różnicą między pobieraniem a transpiracją. Ze względu na znaczny udział wody w składzie organizmu rośliny bilans w długim czasie musi być dodatni. Jednak w krótszych okresach pobieranie może się równoważyć z transpiracją lub transpiracja może przeważać. O ujemnym, zerowym lub dodatnim bilansie decydują warunki wzrostu rośliny, które mogą zmieniać się dość szybko. W gorący dzień rano bilans wodny jest zwykle dodatni, wysoka temperatura powoduje zmianę bilansu na ujemny w godzinach południowych i popołudniowych. Średnio do wytworzenia jednego grama materii organicznej przez roślinę niezbędne jest około 500g wody. Proporcja ta określana jest jako współczynnik transpiracji i jest zróżnicowana w zależności od gatunku. Obliczany jest też wskaźnik wydajności transpiracji określający jak dużo suchej masy wytwarzane jest na litr pobranej przez roślinę wody. Zależność między plonowaniem a gospodarką wodną rośliny może być też wyrażona przez wskaźnik nazywany efektywnością wykorzystania wody.
Pomiar ilości pobranej i wytranspirowanej wody jest możliwy i łatwy do przeprowadzenia w warunkach laboratoryjnych. Jednak w warunkach polowych najczęściej do określenia bilansu wodnego stosowane są metody pośrednie. Wyznaczana jest względna zawartość wody (RWC – ang. relative water content), która określa stosunek aktualnej zawartości wody w tkankach do zawartości w tkankach w pełni nasyconych. Niska RWC świadczy o ujemnym bilansie wody. Drugą metodą jest pomiar deficytu wysycenia wodą (WSD – ang. water saturation deficit). Parametr pokazuje ile wody brakuje w tkankach roślin, czyli jak bardzo ujemny jest bilans wodny. Najdokładniejszą metoda określania bilansu wodnego poza laboratorium jest pomiar zmian potencjału wody w tkankach rośliny. Pomiar poszczególnych składników potencjału wody pozwala na stwierdzenie bilansu ujemnego zanim jeszcze pojawią się objawy więdnięcia.
Ze względu na strategię przetrwania okresów deficytu wody, rośliny można podzielić na hydrostabilne i hydrolabilne nazywane też anizohydrycznymi. Rośliny hydrostabilne przez cały czas utrzymują bilans wodny bliski 0. Jest to możliwe dzięki wykształceniu rozbudowanego systemu korzeniowego oraz szybkiej reakcji aparatów szparkowych w przypadku niedoboru wody w glebie. Dodatkowo, rośliny te gromadzą zapas wody w tkankach spichrzowych zlokalizowanych w korzeniach, pniach, gałęziach albo liściach. Rośliny hydrolabilne są w stanie przetrwać czas niedoboru wody z jednoczesnym ubytkiem wody z tkanek. Ich aparaty szparkowe reagują dopiero przy znacznym deficycie wody. Wykształciły jednak mechanizmy zapewniające odporność na spadek potencjału osmotycznego. Do tych roślin należy większość traw, zielne rośliny dwuliścienne preferujące siedliska nasłonecznione oraz rośliny pojkilohydryczne. Do roślin hydrostabilnych zaliczane są sukulenty, rośliny preferujące siedliska zacienione, drzewa oraz nieliczne trawy.